# Ligia cajennensis
Ligia cajennensis is een pissebed uit de familie Ligiidae. De wetenschappelijke naam van de soort is voor het eerst geldig gepubliceerd in 1847 door Koch.